# Heegermeer
Het Heegermeer (Fries en officieel: Hegemer Mar) is een meer in de gemeente Súdwest-Fryslân, provincie Friesland (Nederland). Het ligt ten zuidwesten van Heeg, en het gaat in het zuidwesten over in de Fluessen. In het meer bevinden zich enkele eilandjes, waarvan de Rakkenpolle het grootst is. Midden door het meer loopt een betonde scheepvaartroute die onderdeel is van het Johan Frisokanaal.
Het Heegermeer, de Fluessen en de Morra zijn alle drie tijdens de Saalien Glaciaal door een gletsjer in de ondergrond uitgeslepen; ze vormen in feite een langgerekt gletsjerdal.